# Agardite-(La)
La agardite-(La) è un minerale appartenente al gruppo della mixite.